# Microbisium congicum
Espèce
Microbisium congicum est une espèce de pseudoscorpions de la famille des Neobisiidae.

## Distribution
Cette espèce est endémique du Congo-Kinshasa. Elle se rencontre dans le parc national de l'Upemba.

## Description
Microbisium congicum mesure de 1,3 à 1,5 mm.

## Étymologie
Son nom d'espèce lui a été donné en référence au lieu de sa découverte, le Congo belge.

## Publication originale
- Beier, 1955 : Pseudoscorpionidea. Exploration du Parc National Albert Mission de G F de Witte, no 32, p. 3-19 (texte intégral).